# Paul Bélanger
Pour les articles homonymes, voir Bélanger.
Ne doit pas être confondu avec Paul Béranger.
Paul Bélanger est un poète et éditeur québécois, né à Lévis en 1953. Son recueil de poésie Déblais est finaliste pour le Prix littéraire du Gouverneur général en 2020.

## Biographie

### Études et carrière
Né à Lévis en 1953,, Paul Bélanger vit à Montréal depuis 1978. Il fait paraître, depuis 1982, plusieurs recueils de poésie, en plus de publier à de nombreuses reprises des textes et des poèmes dans des revues au Québec et à l'étranger,,.
Il est membre du comité de rédaction de la revue Liberté de 1998 à 2002 et donne des cours et des ateliers de création littéraire à l'Université du Québec à Montréal,.
Il est également directeur littéraire des Éditions du Noroît pendant trente ans, de 1991 à 2021, et demeure à ce jour conseiller de ses deux successeures, les éditrices Mélissa Labonté et Charlotte Francœur.
Il est membre de l’Académie des lettres du Québec depuis 2015,.

### Écriture
Certains de ses textes ont paru dans des anthologies et ont été traduits en langues anglaise, portugaise et espagnole.
En 1994, il fait paraître L'Hôte, un ouvrage de bibliophilie, avec des œuvres gravées de Jean-Pierre Sauvé.
Son recueil poétique Déblais a été finaliste pour les Prix littéraires du Gouverneur général en 2020.

## Œuvres
- Projets de Pablo, Éditions du Noroît, Saint-Lambert, 1988, 102 p.  (ISBN 2890181693 et 9782890181694)
- Retours, Éditions du Noroît, Saint-Lambert, 1991, 115 p.  (ISBN 2890182231 et 9782890182233)
- L'oubli du monde, Éditions du Noroît, Saint-Lambert, 1993, 77 p.  (ISBN 2890182789, 9782890182783, 2905408235 et 9782905408235)
- L’Hôte, Éditions des Eaux, Montréal, 1994, 8 p., Édition limitée à 6 exemplaires numérotés et signés, (OCLC 49173784)
- Fenêtres et ailleurs, Éditions du Noroît, Saint-Lambert, 1996, 113 p.  (ISBN 2890183459 et 9782890183452)
- Périphéries, Éditions du Noroît, St-Hippolyte, 1999, 122 p.  (ISBN 2890183815 et 9782890183810)
- Les jours de l'éclipse, Québec Amérique, Montréal, 2003, 75 p.  (ISBN 2764402600 et 9782764402603)
- Nous voyagerons au cœur de l'être, Éditions du Noroît, Montréal, 2004, 126 p.  (ISBN 2890185265 et 9782890185265)
- Origine des méridiens, Éditions du Noroît, Montréal, 2005, 90 p.  (ISBN 2890185451 et 9782890185456)
- Répit, Éditions du Noroît, Montréal, 2009, 76 p.  (ISBN 9782890186491, 2890186490, 9782874500350 et 2874500356)
- Le passeur du palais des ombres, Cahier de Fernando Pessoa à Montréal, Éditions du Silence, Montréal, 2010, 36 p. (OCLC 880667462)
- Replis, chambre de l'arpenteur, Éditions du Noroît, Montréal, 2012, 113 p.  (ISBN 9782890187115 et 289018711X)
- Des amours, Éditions du Noroît, Montréal, 2015, 103 p.  (ISBN 9782890189843 et 2890189848)
- Le plus qu'incertain, Éditions du Noroît, Montréal, 2017, 209 p.  (ISBN 9782897660550 et 2897660554)
- Déblais, Éditions du Noroît, Montréal, 2019, 188 p.  (ISBN 9782897661915 et 2897661917)
- Traverses, Éditions du Noroît, Montréal, 2022, 152 p.  (ISBN 9782897663865 et 9782897663872)

### Anthologie
- Collectif paritaire de cinquante poètes, J'écris peuplier (livre anniversaire), dirigé et illustré par Monique LeBlanc, préface de Paul Bélanger, Montréal, Éditions du Noroît, 2021  (ISBN 978-2-89766-278-3)

## Prix et honneurs

### Lauréat
- 2003 : Mention d'excellence de la Société des écrivains canadiens pour Les jours de l'éclipse[5]
- 2010 : Prix Alain-Grandbois pour Répit[9],[10]
- 2018 : Prix de poésie Gatien-Lapointe - Jaime-Sabines du Festival international de la poésie de Trois-Rivières pour Replis, chambre de l'arpenteur

### Finaliste ou nommé
- 1992 : Prix du Gouverneur général de poésie pour Retours[8]
- 2004 : Prix du Gouverneur général de poésie pour Les jours de l'éclipse[8]
- 2006 : Prix du Gouverneur général de poésie pour Origine des méridiens[8]
- 2006 : Prix de poésie Terrasses Saint-Sulpice de la revue Estuaire pour Origine des méridiens[11]
- 2010 : Grand prix Québecor du Festival international de la poésie de Trois-Rivières pour Répit[12]
- 2020 : Prix littéraires du Gouverneur général, catégorie Poésie, pour Déblais[8]